# 懷恩堂 (臺北市)
懷恩堂是一所位於台灣台北市新生南路三段，屬於基督新教浸信會的教堂。另外也成立許多助道會，主要有五大功能：崇拜、教育、團契、服事、傳道。

## 歷史
1940年代第二次国共内战時，多位原本在中國大陸傳教的外籍宣教士輾轉來到台灣，原本在上海宣教的浸信會美國籍宣教士高樂民（Inabelle Coleman）來到臺灣後，於1952年10月在位於台北市和平東路二段52巷15號的住所，與同屬浸信會的宣教士李夏蘭（Ola Lee）、吳友芬（Josephine Ward）一同開始了週日早晨的英語查經班。
1953年2月高樂民開始舉辦英語主日崇拜，最初以「大學浸會中心」（the University Baptist Center）作為名稱，直到1953年12月27日才正式定名為「浸信會懷恩堂」（Grace Baptist Church）。
1954年，經向美南浸信會貸款及各界人士捐助，開始於新生南路三段懷恩堂現址興建第一代的會堂；第一代會堂在隔年的6月5日落成啟用。
懷恩堂原本以英語崇拜為主，但是由於華語崇拜的人數急遽增多，遂改以華語崇拜為主，並逐漸發展以華語為主的各種聚會。
1983年由於原有會堂空間已不敷使用，在原址上重建現在的第二代會堂；為期達到基督教本土化，新會堂採用中國傳統文化的建築特色，於隔年完工，並於12月2日舉行獻堂典禮。此後於2003年重新改裝而成為現有之面貌。

## 聚會時間

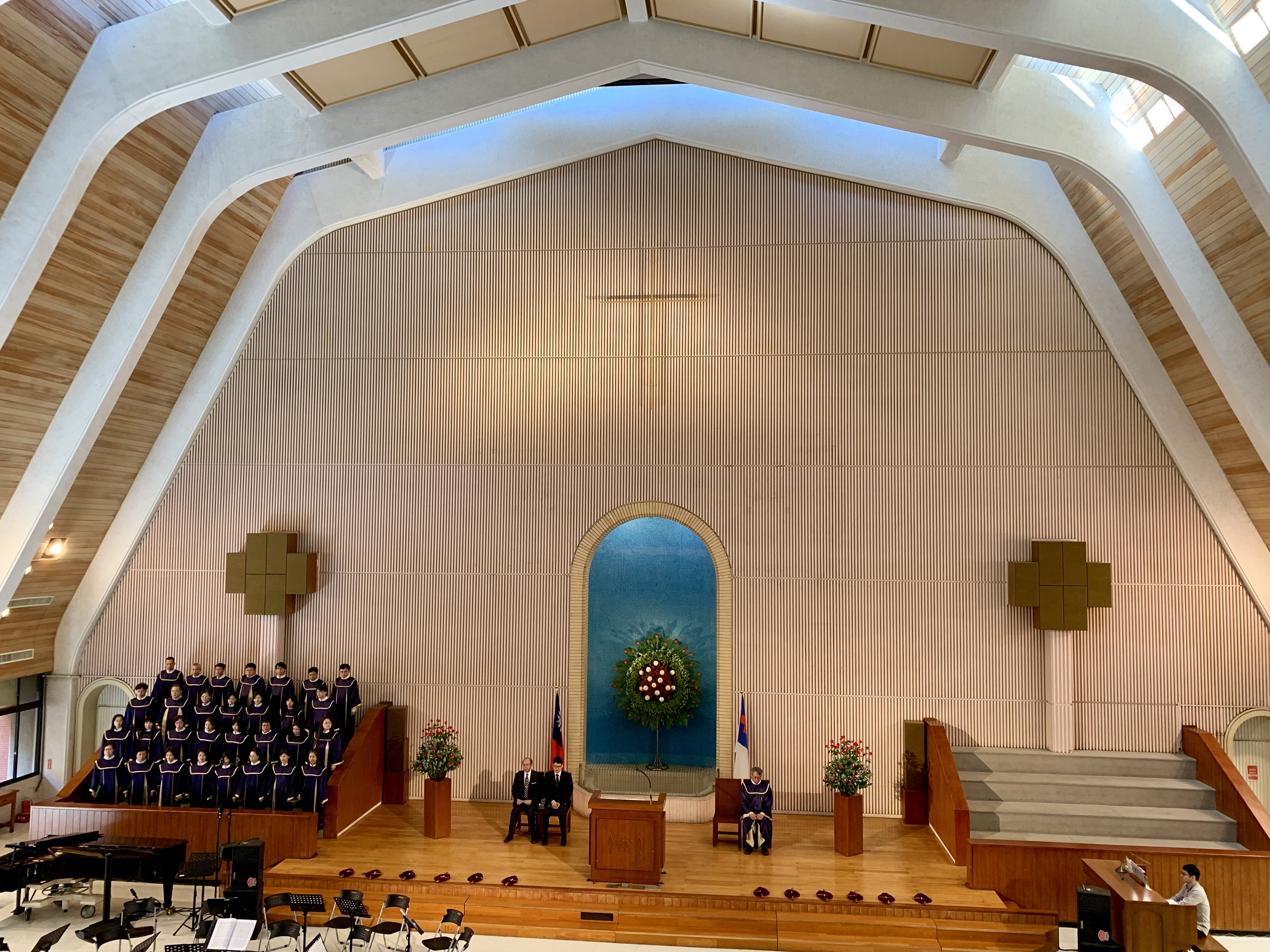
懷恩堂內部

- 國語第一堂崇拜：08:30～09:40
- 國語第二堂崇拜：09:30～11:00
- 國語第三堂崇拜：11:30～12:40
- 國語（晚堂）崇拜：19:30～20:45
- 週六國語晚崇拜：18:00～19:10
- 英語（早堂）崇拜：10:00～11:10
- 英語（晚堂）崇拜：17:30～19:00
- 雙語崇拜：16:00～17:30
- 臺語崇拜：10:00～11:15
- 兒童崇拜：11:10～11:40

## 相關人物
- 周聯華：1954年至1985年期間擔任懷恩堂主任牧師，曾擔任蔣中正家族私人牧師。
- 陳其寬：現懷恩堂教堂建築之設計師。

## 外部連結
- （繁體中文）　懷恩堂　Grace Baptist Church （页面存档备份，存于）
- （英文） GBC （页面存档备份，存于）
- YouTube上的Grace Baptist Church頻道